# Parey-sous-Montfort
Parey-sous-Montfort är en kommun i departementet Vosges i regionen Grand Est (tidigare regionen Lorraine) i nordöstra Frankrike. Kommunen ligger i kantonen Bulgnéville som tillhör arrondissementet Neufchâteau. År 2022 hade Parey-sous-Montfort 172 invånare.

## Befolkningsutveckling
Antalet invånare i kommunen Parey-sous-Montfort
| Referens: INSEE |